# Секунда (сингл)
«Секунда» — макси-сингл проекта Евгения Гришковца и «Бигуди», выпущенный в 2006 году.
Был выпущен перед одноимённым альбомом (специальное новогоднее подарочное издание) и создаёт палитру новой пластинки с акустическим звучанием и даже струнным квартетом. Песня «Песня», в записи которой принял участие Ренарс Кауперс с нового альбома стартовала в эфире «Радио Maximum» 18 декабря 2006 года, а композицию «Секунда» можно было услышать на волнах «Серебряного дождя» раньше.

## Список композиций
1. Улица
2. Секунда
3. Ты засыпаешь
4. Песня
5. Ночь первого снега